# Matty, Madžarska
Matty je vas na Madžarskem, ki upravno spada pod podregijo Siklósi Županije Baranja.